# Golfo Nuevo
Il golfo Nuevo è un golfo che si trova a sud del golfo San José, nel Mar Argentino, nella provincia argentina del Chubut. È formato dalla penisola di Valdés il cui istmo lo delimita a nord, separandolo dal golfo San José, mentre a sud è segnato dallo stretto formato dal promontorio di terraferma di Punta Ninfas e dall'estremità sudoccidentale dell'ampia parte terminale della penisola.
Sulle rive del golfo si trovano la città di Puerto Madryn e il comune di Puerto Pirámides.
Da maggio a novembre il golfo è visitato dalle balene franche australi per il loro accoppiamento il che costituisce una notevole attrattiva turistica.

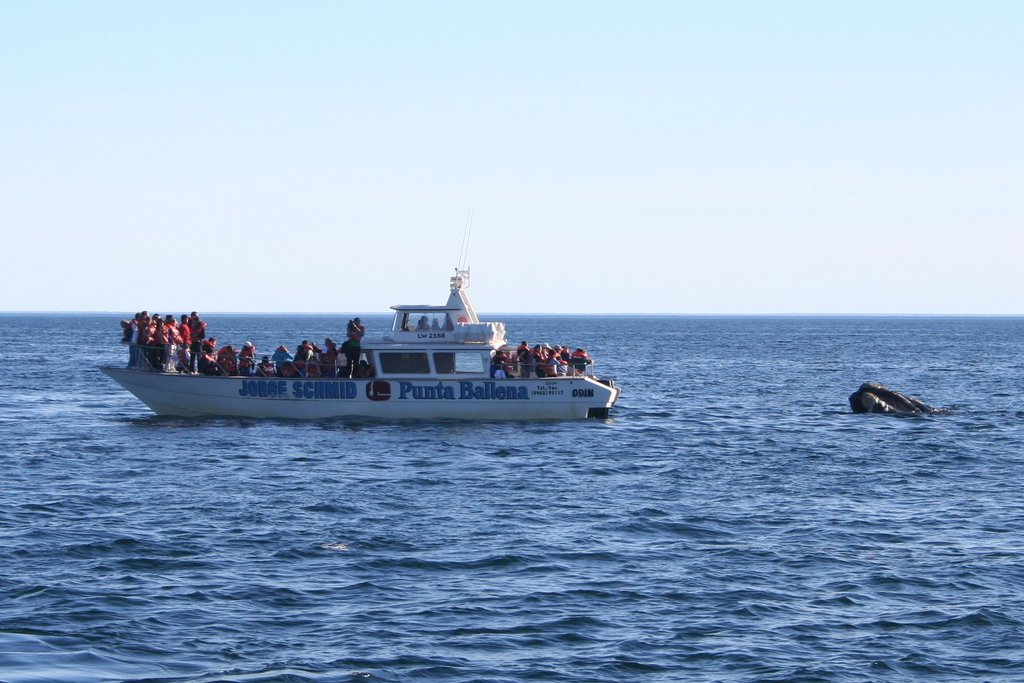
Avvistamento di balene.
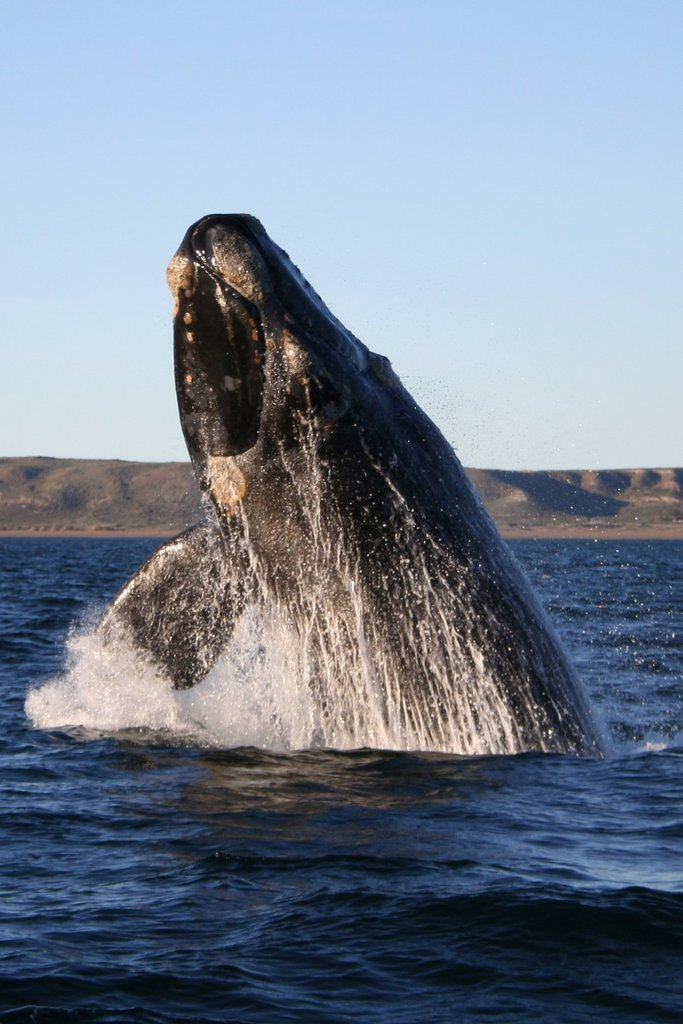
Balena franca australe.

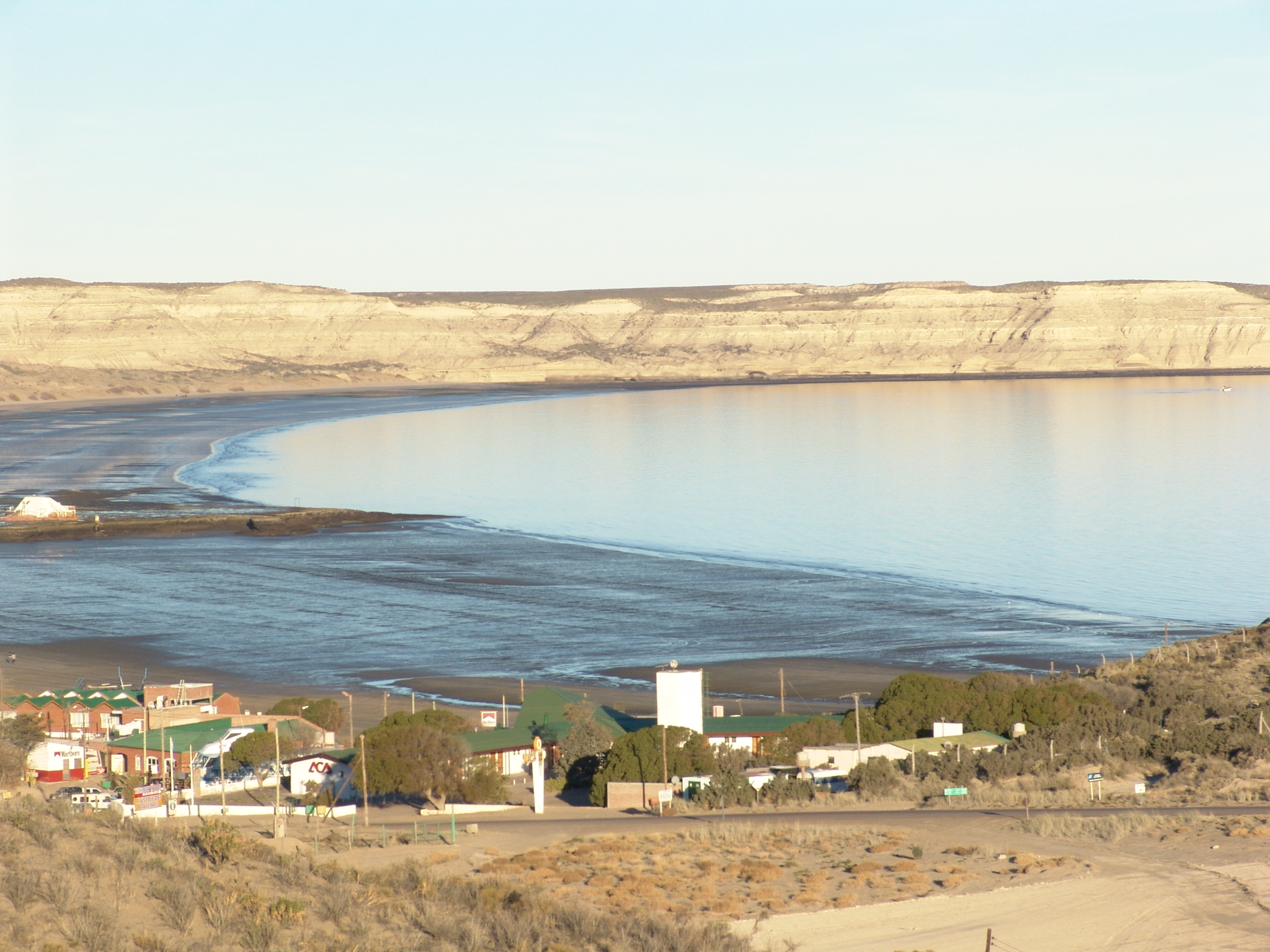
La località di Puerto Pirámides sulle rive del golfo.
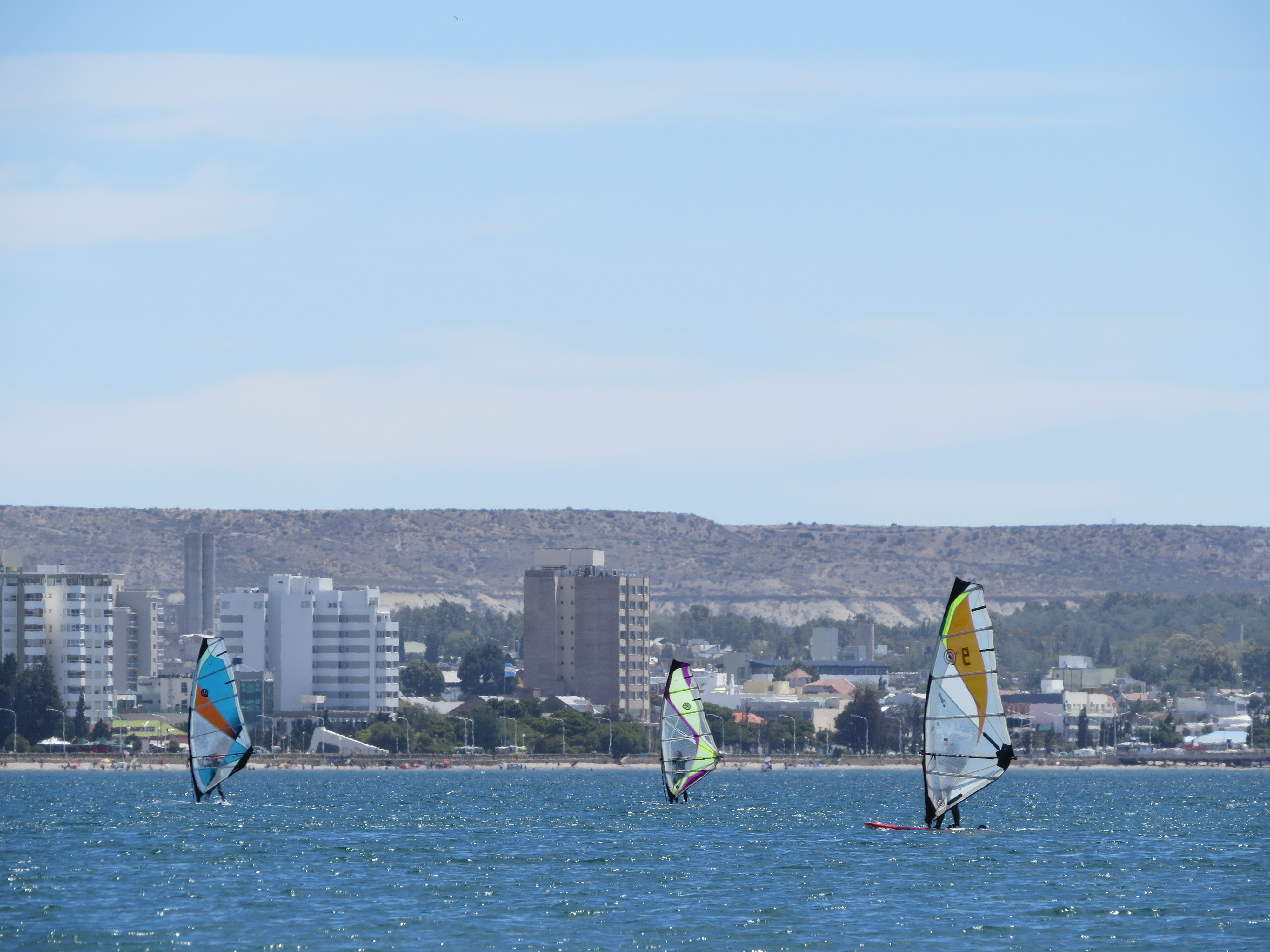
La città di Puerto Madryn sulle rive del golfo.